# Bassou
 (mars 2021).
Bassou est une commune française située dans le département de l'Yonne, en région Bourgogne-Franche-Comté.

## Géographie
Bassou est à 162 km de Paris.
La commune se situe le long de la route nationale 6 (devenue D 606) et de la rivière Yonne.
Au sud se trouve un barrage à écluse suivi en aval du confluent du Serein. Auxerre (préfecture) est à 15 km, Joigny à 12 km.
La gare la plus proche est la gare de Laroche-Migennes, à 5 km. De nombreux trains « directs » pour Paris (1 h 10 ou 1 h 20) marquent les arrêts Joigny et Sens, des omnibus desservent les autres communes sur le trajet. Les arrivées sont principalement Paris-Lyon et Paris-Bercy.
L'autoroute A6 est à 26 km sortie 18 au nord ou à 9 km sortie 19 au sud.

### Climat
Pour des articles plus généraux, voir Climat de la Bourgogne-Franche-Comté et Climat de l'Yonne.
En 2010, le climat de la commune est de type climat océanique dégradé des plaines du Centre et du Nord, selon une étude du Centre national de la recherche scientifique s'appuyant sur une série de données couvrant la période 1971-2000. En 2020, Météo-France publie une typologie des climats de la France métropolitaine dans laquelle la commune est exposée à un climat océanique altéré et est dans la région climatique  Lorraine, plateau de Langres, Morvan, caractérisée par un hiver rude (1,5 °C), des vents modérés et des brouillards fréquents en automne et hiver. 
Pour la période 1971-2000, la température annuelle moyenne est de 10,8 °C, avec une amplitude thermique annuelle de 15,7 °C. Le cumul annuel moyen de précipitations est de 700 mm, avec 11,1 jours de précipitations en janvier et 7,6 jours en juillet. Pour la période 1991-2020, la température moyenne annuelle observée sur la station météorologique de Météo-France la plus proche, « Aillant », sur la commune de Montholon à 13 km à vol d'oiseau, est de 11,5 °C et le cumul annuel moyen de précipitations est de 727,4 mm. 
La température maximale relevée sur cette station est de 42,7 °C, atteinte le 24 juillet 2019 ; la température minimale est de −23,5 °C, atteinte le 25 février 1986,,. 
Les paramètres climatiques de la commune ont été estimés pour le milieu du siècle (2041-2070) selon différents scénarios d'émission de gaz à effet de serre à partir des nouvelles projections climatiques de référence DRIAS-2020. Ils sont consultables sur un site dédié publié par Météo-France en novembre 2022.

## Urbanisme

### Typologie
Au 1er janvier 2024, Bassou est catégorisée bourg rural, selon la nouvelle grille communale de densité à sept niveaux définie par l'Insee en 2022.
Elle est située hors unité urbaine. Par ailleurs la commune fait partie de l'aire d'attraction d'Auxerre, dont elle est une commune de la couronne,. Cette aire, qui regroupe 104 communes, est catégorisée dans les aires de 50 000 à moins de 200 000 habitants,.

### Occupation des sols
L'occupation des sols de la commune, telle qu'elle ressort de la base de données européenne d’occupation biophysique des sols Corine Land Cover (CLC), est marquée par l'importance des territoires agricoles (76,2 % en 2018), en diminution par rapport à 1990 (77,7 %). La répartition détaillée en 2018 est la suivante : 
terres arables (72,2 %), zones urbanisées (12,1 %), forêts (11,7 %), zones agricoles hétérogènes (4 %). L'évolution de l’occupation des sols de la commune et de ses infrastructures peut être observée sur les différentes représentations cartographiques du territoire : la carte de Cassini (XVIIIe siècle), la carte d'état-major (1820-1866) et les cartes ou photos aériennes de l'IGN pour la période actuelle (1950 à aujourd'hui).

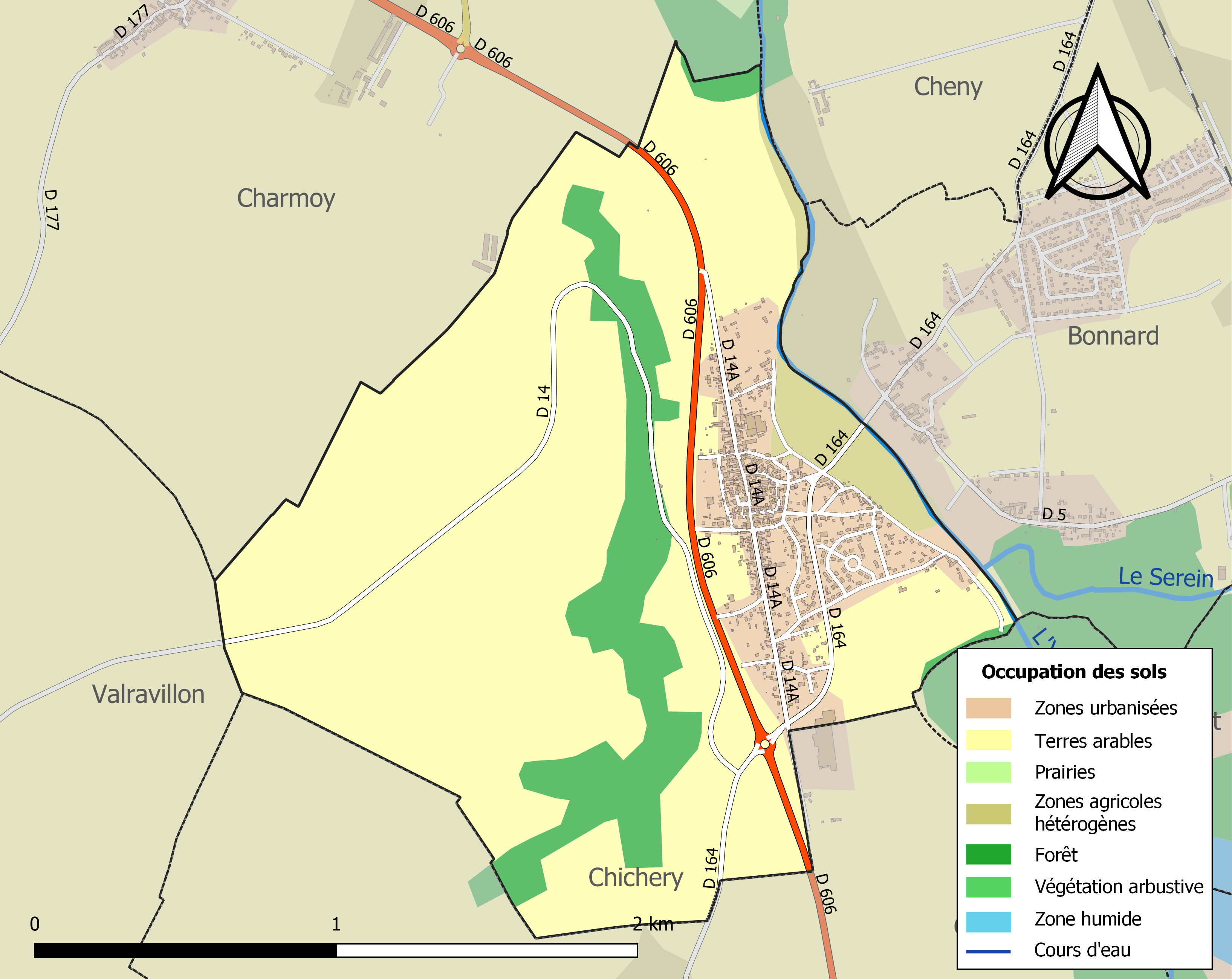
Carte des infrastructures et de l'occupation des sols de la commune en 2018 (CLC).

## Économie
La Maison Billot, qui prépare des escargots à la Bourguignonne, est implantée à Bassou depuis 1796. Elle fait partie de « Française de Gastronomie » depuis 1995.
L'usine boulangerie-viennoiserie La Fournée Dorée est implantée à l'entrée sud, en partie sur le territoire de la commune au début des années 2000.
Une zone d'activités « parc d'activités de La Sablonnière » est aménagée à proximité de l'entrée sud et un accès est prévu du rond-point avec la route nationale 6 (D606)

## Histoire

### Préhistoire et époque gallo-romaine
Les fouilles pour le giratoire de la N6  Chichery-Villemer-Bassou aux lieux-dits les Gourmandes, la Clef, le Noyer Rond ont permis de confirmer une occupation humaine au néolithique, 6 000 ans avant J.-C.
Dès les premiers siècles de notre ère, Bassou est à la croisée d'un axe Nord-Sud de circulation des marchandises et des personnes et d'un axe Est-Ouest. L'axe Nord-Sud Lutèce-Lyon se prolonge vers la Méditerranée et l'Italie et au Nord par Rouen vers les ports normands comme Anvers.
Des plans, des cartes, des documents, des fouilles attestent la présence d'un village ou « vicus », agglomération secondaire, dans les années 120 à 250 après J.-C., situé sur la rive gauche de l'Yonne (Icauna) à proximité immédiate de la voie romaine reliant Sens (Agendicum) à  Auxerre (Autissiodorum) et qui traverse le village du nord au sud.
Ce village gallo-romain se nommait Bandritum, de banda = cohorte en italien et Bandaritum = le gué de la cohorte ; le Bassou d'aujourd'hui.
Un port fluvial existait[réf. nécessaire], complété d'un gué vers Bonnard, révélé par des fouilles sub-aquatiques des années 1990. Bonnard se nommait alors Bonoritum.
Bandritum était à cheval sur le gué de l'Yonne et comprenait Bonnard qui ouvrait la voie vers l'est.
Des vestiges gallo-romains ont été mis au jour en 1978, 1983, 1986 et 1990 puis à l'emplacement actuel du lotissement du faubourg en 2005, par l'INRAP.
Il s'agit d'une voie empierrée qui se révèle d'est en ouest dans l'alignement du gué, des restes d'un atelier et de 8 fours de potier, des activités artisanales sont évoquées par des traces de bâtiments et de leurs fondations.
Carrefour des trois rivières Yonne, Serein, Armançon, Bassou était un lieu stratégique à proximité de limites régionales et des voies nord-sud et accès vers l'est.
Bandritum était un poste frontière entre 2 tribus celtes, une au nord du Serein rattachée à Sens en Champagne, l'autre au sud rattachée à Auxerre en Bourgogne.
L'embouchure du Serein était l'objet d'un culte particulier de la part des Gaulois qui vénéraient les rivières, les sources, les fontaines, les gués et les embouchures de rivières. Un lieu de culte se trouvait dans une clairière à proximité du confluent du Serein avec l'Yonne, juste en face de Bassou. L'église actuelle de Bonnard est aux environs immédiats de l'emplacement d'une chapelle, au lieu-dit « le Bois de Bassou ».
À l'emplacement du gué (quelques mètres en aval de la plage actuelle) les fouilles ont montré une structure des Ier et IIe siècles qui devait supporter un pont.
Une importante occupation gallo-romaine s'organise le long de la voie comme le montrent des restes de fondations en pierres, de murs en bois et torchis ou en briques d'adobe. Des morceaux de céramiques de l'époque sont très nombreux.
Dès la période romaine Bonnard-Bassou était un relais avec accueil des voyageurs, approvisionnements en nourriture, fourrage, hébergement, soins, …
Le relais de poste des XVIIIe et XIXe siècles pourrait avoir été construit sur les ruines du relais romain.
Les vestiges et documents laissent penser à l'existence d'un poste militaire romain, un campement de tentes sur la « Côte du Logis » et d'un marché de frontière, cet ensemble était complété par des bâtiments en pierre à Bonnard derrière l'église actuelle.
Bassou a été occupé par une cohorte romaine qui travaillait à la « chaume aux Renards » à proximité d'une carrière de pierres de calcaire tendre et était logée en dur de l'autre côté de l'Yonne, par le gué, au lieu-dit « Les Galaures » à Bonnard.
L'existence d'un souterrain a été évoquée, il aurait relié la Chaume aux Renards au gué.
Bassou était donc dès les premiers siècles après J.-C. un village avec des commerces et de l'artisanat, lieu de passage et port fluvial. L'ensemble révélé par les fouilles est important : plus de 1 000 m du nord au sud et 700 m de « la Basoche » au gué.
Les Romains ont décidé la construction d'une basoche (bâtiment en dur avec travées et piliers, servant de tribunal, transactions communales et perception des impôts en nature), côté Bonnard.
Le nom de Bassou peut aussi venir de « basoche » devenu Basso qui se prononçait Bassou.

### Moyen Âge
Durant plus de 1 000 ans, du passage d'Attila à Henri IV, l'histoire de Bassou est une suite de tribulations et de calamités avec quelques périodes de répit permettant aux laboureurs de réparer leurs maisons et de cultiver des champs dévastés.
Basso s'est développé à partir du XIIe siècle et se nomme alors Bassous ou Bassou.
Au Moyen Âge, Bassou fait partie de la zone frontière entre la Champagne rattachée au royaume de France et la Bourgogne. C'est une place forte de moyenne importance en raison de sa position géographique. Du XIe au début du XIIIe siècle, une milice d'une centaine d'hommes devait maintenir l'ordre sur les rives de l'Yonne et du Serein ainsi que sur la voie romaine. Cette mission fut annulée en 1225 car les Seigneurs se servaient de cette milice pour commettre des exactions sur le territoire des évêques d'Auxerre.
La voie Dijon-Paris permettait le transport vers le sud de blés, vins, carreaux, tuiles, fers de Lorraine, marchandises des Pays-Bas et de Paris, carisés d'Angleterre, tuiles de Hollande et sayettes de Honddschoote.
Le centre nerveux du village était la place de l'église. À proximité immédiate existait une tour ou un manoir fortifié (dit « le château »), une palissade entourait le village.
Les premiers seigneurs de Bassou sont les « de Pierre-Perthuis » dont Etienne était à la tête d'une milice et reçut en héritage le fief de Bassou, dépendance des barons de Seignelay.
Pierre de Bassou part en croisade en 1254, il accompagne Saint Louis, il meurt en 1255.
En 1238 existe à Bassou une léproserie ou maladrerie, elle était située à l'emplacement du parc de la maison de l'ancien médecin, actuel triangle formé par la rue des Petits Zéphyrs-rue du Port-rue de la Rivière. Le souterrain partant de la Chaume aux Renards passait par cette maison pour rejoindre le gué.
De 1358 à 1364 (durant la guerre de cent ans) des mercenaires anglais, des soudards, pillent et dévastent en France, Bassou ne sera pas épargné.
Au XIVe siècle les seigneurs de Bassou étaient propriétaires de la rivière depuis la propriété des évêques d'Auxerre du côté d'Appoigny jusqu'à celle du Comte de Joigny du côté d'Epineau. Les passages sur la rivière donnaient une rente par des péages. De même pour l'accès au port de Bassou et au bac qui a existé près du port.

### Renaissance
De 1367 à 1460 des édits ordonnent la suppression des péages établis depuis 60 ans sur les rivières puis des ordonnances de 1483, 1501 et 1520 prescrivent aux possesseurs de nouveaux péages d'avoir à entretenir les voies, berges, chemins, ponts quais et chaussées.
À partir de 1477 la route qui traverse le village voit passer les courriers créés par Louis XI.
Henri IV généralisera les relais et créera la Poste aux Lettres.
En 1525 une sorte de peste noire sévit et réapparaitra en 1531 et 1544.
Les troupes du roi Louis XI puis celles de Charles le Téméraire (1472) des fanatiques de la Réforme (1567-1568) des Huguenots, des soldats de la Ligue (1592) et les 7 000 hommes de l'amiral de Biron qui, en septembre 1593, descendent de Villemer pour passer l'Yonne à Bassou et se rendre au Mont-Saint-Sulpice, ravagent Bassou y compris son cimetière.
Dans l'espoir de se protéger Bassou s'entoure de fossés et de murs au début du XVe siècle ; ces constructions seront vendues en 1754.
La rue des Fossés longeant le cimetière actuel se trouvait le long des murailles qui étaient doublées d'une enceinte de fossés. On se prémunissait d'une invasion par l'ouest. L'est étant assuré par l'Yonne et quelques fortifications sur Bonnard.
En 1615 les troupes du Prince de Condé avec à leur tête le maréchal Duc de Bouillon rejoignant des troupes allemandes venant par Bonnard, rançonnent Bassou.
L'église n'était qu'une petite chapelle établie par un acte de 1185 par le seigneur de la terre de Bassou Étienne de Pierre-Perthuis qui obtient de son frère Guy de Noyers, archevêque de Sens, l'autorisation d'établir une chapelle à Bassou. Elle n'aura qu'une nef, voûtée, en bois, à l'emplacement de la travée nord de l'église actuelle. L'archevêque de Sens disposait d'une résidence secondaire à Bassou.
Au XVIIe siècle la chapelle est agrandie d'une seconde nef, d'une nouvelle voûte et garnie d'un clocher, elle est en pierres. Le retable est posé, son centre est un tableau de 1635 qui rappelle que l'église est placée sous le vocable de Sainte Croix.
En novembre 1658 le clocher est doté d'une cloche baptisée Catherine. En octobre 1692 une seconde cloche est installée et bénie. Elle sera déposée et fondue au temps de la Terreur en 1793.
Henri IV accorde 2 foires : le 3 mai Sainte Croix et le 9 octobre Saint Denys. Un marché est autorisé tous les jeudis, près de l'église. La route est réparée, les brigands sont pourchassés, un droit de rouage (usure de la route par les roues) est institué.
Le 29 avril 1706 éclate un incendie qui détruit 18 bâtiments.
Au temps de Louis XV, Bassou, inclus dans le diocèse de Sens, fait partie de la province de Champagne, élection de Joigny, bailliage et coutume d'Auxerre, grenier à sel de Seignelay.
En 1650 le jeune roi Louis XIV âgé de 11 ans traverse Bassou en carrosse avec sa mère Anne d'Autriche et le cardinal de Mazarin.
Plusieurs fois Bassou est traversé par des seigneurs de la Cour, par Madame de Maintenon, Madame de Montespan, Madame de Sévigné, le prince de Condé[Lequel ?] se rendant à Régennes. Le cortège royal repassera à Bassou en 1658.

### Temps modernes
Au XVIIIe siècle Bassou est animé. Beaucoup de mouvements passent par le village car un Relais des Postes est bien situé, sur la voie de Paris à Lyon, avec des écuries permettant le remplacement des chevaux et une auberge ; les Maîtres de Poste sont fort occupés.
Aux abords de l'église il y a beaucoup de monde et de circulation : charrettes, chariots, coches, cavaliers, colporteurs, troupeaux créent souvent des encombrements. Vers 1770 la route de Paris à Auxerre fut refaite.
Philippe Lesseré succède en qualité de Maître de Poste à Nicolas Arrault dont il épouse la veuve. En 1786 un bureau de Poste aux Lettres que dirige Elisabeth Lesseré est ouvert à côté de la Poste aux chevaux.
La Poste aux Lettres et la Poste aux chevaux furent réunies en 1787. C'est sans doute de cette époque que date l'inscription « Boëte aux Lettres » que l'on peut voir à l'entrée de la « Maison des Relais de Bassou », actuellement logements communaux au no 101 Grande Rue.
L'hiver 1788-1789 fut l'un des plus rigoureux du siècle. La neige et plusieurs couches glacées recouvrent tout de début décembre à fin janvier. Arbres fruitiers, vignes et blés furent détruits.
Le 17 mars 1789 les citoyens de Bassou formulent leurs doléances écrites (chaque paragraphe est détaillé dans ses attendus et arguments, sont écrits ici une partie seulement) :

### Époque contemporaine
Il semble que Bassou n'ait pas souffert de la révolution de 1789. En 1790 Bassou compte 90 maisons, 117 ménages, 445 habitants.
Le 7 février 1790 la municipalité nouvelle est formée par 58 votants « citoyens actifs » réunis au son de la cloche et de la caisse à l'issue de la grand messe. Le maire élu est Philippe Lesseré, des noms d'élus sont : Frontier, Breton, Guibert, Danguy, E.D. Auberger, J.J. Auberger, élus pour 2 ans.
En 1790 Bassou et Neuilly ont revendiqué le titre de chef-lieu de canton, ce fut Villemer qu'on désigna.
Fin 1792 la Cure (administration de la paroisse par un curé) de Bonnard est annexée à Bassou.
Le 26 avril 1793 l'Assemblée Générale des citoyens de Bassou (80 votants) nomme un Comité de Salut Public de 8 membres.
Le curé de Chichery vient chercher asile à Bassou, son église et son presbytère ayant été réquisitionnés.
Le 9 juillet les Commissaires de recrutement du Canton de Villemer venus à Bassou acceptent de ne réclamer qu'un seul volontaire (au lieu de 2 exigés par le pouvoir) pour aller combattre les « rebelles » de la Vendée.
Le 21 novembre les 2 cloches sont descendues. Le 16 mars 1794 le presbytère devient atelier pour la fabrication du salpêtre. Le 15 novembre toutes les croix de fer et autres objets en métal dans l'espace public sont saisis pour la fabrication d'armes.
Au Relais des Postes une anglaise de passage en décembre 1796 a écrit que l'auberge était très mal tenue et que l'aubergiste était impertinent avec les clients de passage mais aimable avec les clients locaux.
La route passant par Bassou est une des plus empruntées d'Europe. En 1811 elle se nomme « Route no 6 de Paris à Milan, par Lyon, le Mont-Cenis et Turin »
Napoléon, de retour de l'île d'Elbe, traverse Bassou le 19 mars 1815. La route est élargie par ordonnance du 17 avril 1827.
La dauphine Marie-Thérèse de France passe à Bassou le 14 juillet 1826 puis de nouveau 3 ans plus tard. Est alors organisée une procession qui sort de l'église en criant à son passage « vive la Duchesse » mais la Dauphine ne s'arrête pas.
Sous Louis-Philippe une statistique indique en 1844 qu'il passe par Bassou en une journée 35 cavaliers, 349 piétons, 74 voitures non suspendues, 82 voitures suspendues, 28 voitures vides, 112 chevaux, bœufs ou vaches, 17 autres têtes de bétail.
Les « malles », diligences, voitures attelées passent à Bassou, très souvent avec le remplacement des chevaux. Les écuries se trouvent donc au relais (actuellement no 101 Grande Rue, au fond de la cour et au nord). Le changement d'attelage donne lieu à un tarif perçu par le Maître de Poste.
Il faut une vingtaine d'heures pour le voyage de Paris à Bassou. Au XVIIe siècle les vitesses moyennes des diligences (avec les arrêts) étaient de 2,2 km/h, à la fin du XVIIe siècle de 3,4 km/h et vers 1848 de 9,5 km/h
Le conducteur de diligence est un personnage important et pressé. Ses employés, les postillons, dépensent leur argent lors des étapes, ils sont joueurs, buveurs, bons vivants.
La rue des Petits-Ballets est à Bassou leur lieu de rendez-vous pour se distraire. Ils partagent les locaux avec les mariniers naviguant sur l'Yonne et faisant escale au Port de Bassou, autre élément de vie et d'activité pour le village.
L'étape de Bassou avec son Relais de Poste avait donné au village « un genre » tout différent de celui des villages voisins. Coquetterie des femmes, hommes du bien vivre, mœurs de citadins. Le village prospérait et pouvait créer des jalousies.
La population a doublé pendant la première moitié du XIXe siècle. 800 habitants en 1853.
Dès 1794 la municipalité atteste la présence d'un instituteur des « petites écoles ». En mars 1836 Mme veuve Claude Antoine fait un don à la commune pour la construction d'une maison d'Ecole pour les jeunes filles et de secours pour les plus pauvres avec la constitution d'un revenu pour 2 religieuses qui assureront l'instruction. Elles seront logées par bail chez Monsieur Paul Auberger. En 1839 la commune acquiert la maison Chaumelle au lieu-dit La Fosse Chantrot pour établir l'école des filles. En 1853 ordre de l'Inspection d'Académie de transférer l'école publique de garçons dans un nouveau local, ce sera la location de la maison Montmarin. En 1860 la commune décide la construction d'une école de garçons sur le terrain de Mme veuve Callée ; c'est l'école actuelle. En 1876 le conseil municipal : Auguste Frontier, Antoine Huot, Albert Rigaud, Alphonse Huot, Auguste Ladoué, Louis Guéraud, Théophile Chambon (ex-maire) et le maire Emile Auberger décide l'achat de meubles, cartes, poids et mesures, tableaux, différents matériels. En 1880 création d'une école laïque de filles par location du local Saulnier, contigu à l'école des garçons. En 1886 l'école religieuse des filles ferme et en 1890 le local Saulnier est acheté. En 1893 Le maire Auguste Ladoué et son conseil décident la démolition de ce local très vétuste pour construire un préau couvert, une buanderie, un bûcher et des cabinets d'aisance et agrandir la cour. En 1903 construction d'une classe de filles et d'un garage pour la pompe à incendie. Avant 1925 les classes étaient mixtes mais séparées en 2 groupes : du CP au CE2 « petite école » et « grande école » du CM1 jusque les classes de « fin d'études ». En 1950 une 3e classe est installée à l'étage (ancienne salle du conseil municipal)
En 1851 les murs de l'ancien cimetière attenant à l'église sont démolis. Les terres en provenant sont transférées dans le nouveau cimetière avec « toute la décence due à la mémoire des morts ».
En 1869 10 tilleuls sont plantés sur la place de l'église où continuera le marché des jeudis.
En 1890 un violent orage abat le coq du clocher. Réparé et redoré il est promené orné de rubans bleu-blanc-rouge dans tout le village (cette coutume sera reproduite en 2002 (?) lors de la fin de la réfection du clocher actuel).
Le 17 avril 1903 un incendie détruit 32 bâtiments.
La calèche de Napoléon III et de l'Impératrice Eugénie passe à Bassou en créant l'enthousiasme des habitants.
Le chemin de fer arrivant à Joigny puis de Laroche à  Auxerre (avec la gare de Bonnard-Bassou située à 2 km du village) diminuera nettement la dynamique du village. À la fin du XIXe siècle la Poste aux chevaux cesse son activité.
Les bâtiments de la Maison des Relais de Bassou sont achetés par M. et Mme Vezin qui les lègueront à la commune pour y installer des locataires (une plaque sur place indique ce don)
La route traversant Bassou se nomme « Route no 6 - de Paris à Chambéry ». En 1881 elle est munie de pavés de grès mais le bruit des premières voitures automobiles est assourdissant, les pavés sont enlevés mais la poussière est une nuisance. Le goudronnage la fera plus ou moins disparaître.
En 1905 des rangées de tilleuls sont plantées de chaque côté de la route partout où cela est possible dans le village.
Le 11 novembre 1918 les cloches de l'armistice proclament la fin du cauchemar de la Grande Guerre.
Le 21 décembre 1919 la municipalité constitue un Comité pour l'érection d'un monument aux enfants de Bassou morts pour la France, monument inauguré le 6 août 1922.
Dès les années 1920 traverser la route no 6 dans Bassou devient dangereux, de nombreux animaux y sont accidentés ou tués. Une déviation est étudiée, les travaux commencent en 1937. La nouvelle route, « la déviation », est inaugurée en 1939 par l'armée allemande occupant la région.
Bassou fut occupé par l'armée allemande qui aménagea une « plage » en abaissant la berge en pente douce et en créant 3 pontons en bois dont 2 subsistent aujourd'hui. Jusque dans les années 1980 un ensemble de 4 cabines permettait de se changer. Ces pontons ont été restaurés, notamment en 2006 (?), ils  font le bonheur des utilisateurs et font partie du paysage agréable en cet endroit et de l'histoire du village.
Cet emplacement est maintenant entouré de pelouses avec quelques grands arbres, des tables et des bancs attachés permettent le pique-nique, d'autres bancs font face à la rivière. La municipalité entretient cet endroit agréable. Un parking ombragé est facilement accessible.
Un chemin de halage est entretenu tout au long de la rive gauche de l'Yonne sur le territoire de la commune et apporte un attrait particulier au village de Bassou. Ce chemin de halage mène aussi à la vue sur le confluent et le pont du Serein qui se jette dans l'Yonne en face de Bassou juste en aval du barrage-écluse.
Le barrage-écluse est un barrage à aiguilles qui permet de réguler le débit de l'Yonne. Rappelons que l'Yonne qui reçoit l'Armançon et le Serein venant tous deux du Morvan, région de forte pluviométrie, rejoint la Seine à Montereau, en amont de l'Île de France.
Aux périodes de forts débits ou lorsque de nombreuses aiguilles sont enlevées, la chute d'eau peut être spectaculaire. Cet endroit est intéressant. L'écluse se trouve rive droite de l'autre côté de la rivière.
C'était à Bassou que le halage des péniches changeait de rive. Les systèmes de halage (chevaux ou tracteurs voire hommes) devaient alors se détacher, passer rapidement par le pont et reprendre l'attache du bateau une fois que celui-ci avait passé le pont. Lorsque le bateau descendait vers Joigny, donc dans le sens du courant, la manœuvre était aisée mais il en était tout autrement dans l'autre sens.
Jusqu'en 1967 le pont était un pont suspendu avec un tablier et des trottoirs fait de madriers de bois, ses 4 piliers et ses câbles. Il n'y avait qu'un sens de passage. Le bruit au passage des voitures s'entendait de loin. Le pont vieillissant fut limité à 10 km/h puis à 10 tonnes et enfin remplacé en 1967 par le pont de béton actuel.
Bassou a connu de nombreux aménagements depuis les années 1970. Par exemple pour éviter les nombreux accidents, souvent très graves, les traversées de la N6 par la rue de la Montagne et la rue de Villemer ont été fermées ainsi que l'entrée du village par le nord. Un rond-point a été créé au sud avec une déviation du centre village pour Bonnard, la voie CD 164. Un drain avec exutoire à la rivière a été mis en place pour collecter les eaux souterraines de la colline, il traverse le village d'ouest en est et permet d'éviter des inondations. Deux lotissements ont été créés.
La grange du Relais de Poste (appartenant à la commune) a été transformée en logements locatifs et ceux de l'ancien relais ont été modernisés. Ces aménagements et d'autres ont permis de participer à l'opération Cœur de village et Bassou a obtenu les Rubans du Patrimoine, marque de la qualité et de l'utilité des aménagements. Une plaque à l'entrée du Relais de Poste indique cette reconnaissance de l'Etat. Ont été créés une salle des fêtes, une aire de jeux pour les enfants, un terrain de jeux de boules et un terrain de basket.
Ont été effectués de gros aménagements de voiries et de réseaux d'eaux pluviales, de terrains communaux, l'enfouissement des réseaux électriques et de téléphone, la restauration du lavoir communal, l'entretien de l'église et la réfection de la toiture, la création des réseaux ADSL et de gaz naturel, le transfert de la mairie vétuste dans une nouvelle mairie moderne et bien agencée place de l'église, des rénovations de locaux communaux et de l'école, la création d'une cantine scolaire.
Bassou a connu de nombreux commerces depuis les années 1950 : 4 épiceries, 3 cafés dont l'Hôtel du Cheval Blanc, 2 boulangeries, 2 boucheries, 1 droguerie, 1 boutique d'articles de pêche et jouets, 1 boutique de plomberie-chauffage-sanitaires, 1 tabac, 1 cordonnerie, 2 garagistes dont 1 station-service à l'entrée sud sur la N6, 1 maréchal-ferrant et ferronnier (l'actuelle mairie), 2 ateliers de menuiserie, 1 coiffeur, un bureau de Poste, 1 hôtel-restaurant « les Tilleuls » hôtel Sylvestre avec son parc allant de la Grande Rue jusqu'à la rive de l'Yonne.
Actuellement, l'entreprise la plus importante et la plus connue est celle des « escargots de Bourgogne » cuisinés, rencoquillés ou non. C'est le père Vallée, aubergiste, qui invente en 1796 la recette de l'escargot à la Bourguignonne, en coquille avec un beurre persillé, aillé, épicé. L'entreprise devient la Maison Billot en 1959 puis inclus dans Française de Gastronomie en 1995. Les spécialités sont les escargots en coquille, en feuilleté ou en conserve. Pour les escargots Billot en coquille, à la Bourguignonne, il s'agit de beurre d'Isigny AOP, ail de Lautrec, persil plat français, échalote française, sel de Camargue et épices maison. 20 à 49 salariés travaillent habituellement « chez Billot » et peuvent être complétés jusqu'une centaine de saisonniers en fin d'année.
L'entreprise « Fournée Dorée » s'est installée au milieu des années 2000 au sud du village sur une parcelle partagée entre Bassou et Chichery. L'activité est la fabrication de pains et viennoiseries précuites.
Bassou est animé par le Comité d'Animation ou CAB.

## Politique et administration
| Période | Période  | Identité            | Étiquette | Qualité                                      |
| ------- | -------- | ------------------- | --------- | -------------------------------------------- |
| 1959    | 1959     | Louat               |           |                                              |
| 1959    | 1965     | Pierre Guerbois     |           |                                              |
| 1965    | 1977     | Pierre Bailly       |           |                                              |
| 1977    | 1995     | Michel Ladoue       | DVG       |                                              |
| 1995    | 2001     | Jean-Marc Bourgeois |           |                                              |
| 2001    | 2020     | Gérard Bergeris     | DVD       | Retraité agricole                            |
| 2020    | En cours | Dorothée Moreau     |           | Suppléante du député Horizons André Villiers |

## Démographie
L'évolution du nombre d'habitants est connue à travers les recensements de la population effectués dans la commune depuis 1793. Pour les communes de moins de 10 000 habitants, une enquête de recensement portant sur toute la population est réalisée tous les cinq ans, les populations de référence des années intermédiaires étant quant à elles estimées par interpolation ou extrapolation. Pour la commune, le premier recensement exhaustif entrant dans le cadre du nouveau dispositif a été réalisé en 2008.

En 2022, la commune comptait 875 habitants, en évolution de +0,34 % par rapport à 2016 (Yonne : −1,95 %, France hors Mayotte : +2,11 %).
| 1793 | 1800 | 1806 | 1821 | 1831 | 1836 | 1841 | 1846 | 1851 |
| ---- | ---- | ---- | ---- | ---- | ---- | ---- | ---- | ---- |
| 386  | 445  | 477  | 598  | 638  | 736  | 736  | 798  | 787  |

| 1856 | 1861 | 1866 | 1872 | 1876 | 1881 | 1886 | 1891 | 1896 |
| ---- | ---- | ---- | ---- | ---- | ---- | ---- | ---- | ---- |
| 745  | 677  | 680  | 658  | 652  | 615  | 600  | 593  | 585  |

| 1901 | 1906 | 1911 | 1921 | 1926 | 1931 | 1936 | 1946 | 1954 |
| ---- | ---- | ---- | ---- | ---- | ---- | ---- | ---- | ---- |
| 560  | 528  | 560  | 531  | 492  | 530  | 529  | 550  | 552  |

| 1962 | 1968 | 1975 | 1982 | 1990 | 1999 | 2006 | 2008 | 2013 |
| ---- | ---- | ---- | ---- | ---- | ---- | ---- | ---- | ---- |
| 529  | 504  | 537  | 591  | 676  | 739  | 758  | 764  | 863  |

| 2018 | 2022 | - | - | - | - | - | - | - |
| ---- | ---- | - | - | - | - | - | - | - |
| 874  | 875  | - | - | - | - | - | - | - |

## Lieux et monuments
- Église Sainte-Croix.
- Lavoir restauré.
- Barrage et écluse sur l'Yonne.
- Chemin de halage piétonnier et cyclable le long de l'Yonne.
- Plage aménagée.
- Ancien relais de poste.

## Personnalités liées à la commune
- Le Père Vallée, aubergiste à Bassou dans l'Yonne, inventeur en 1796 de la recette de l'escargot à la bourguignonne[13].
- Lucien Roche (1865-1954), fut maire de Bassou et député de l'Yonne.
- Pierre Ladoué, ancien conservateur du château de Versailles, peintre et écrivain.